# Margny-lès-Compiègne
Margny-lès-Compiègne är en kommun i departementet Oise i regionen Hauts-de-France i norra Frankrike. Kommunen ligger i kantonen Compiègne-Nord som tillhör arrondissementet Compiègne. År 2022 hade Margny-lès-Compiègne 8 700 invånare.

## Befolkningsutveckling
Antalet invånare i kommunen Margny-lès-Compiègne
| Referens: INSEE |